# Едвард Елгар
Едвард Елгар (англ. Edward Elgar; 2 червня 1857, Нижній Бродгіт — 23 лютого 1934, Вустер) — англійський композитор, багато творів якого увійшли до британського та світового класичного концертного репертуару. До числа його найвідоміших композицій належать симфонічні «Варіації на загадкову тему» («Енігма-варіації»), «Урочисті і церемоніальні марші», концерт для скрипки і віолончелі та дві симфонії. Він також писав для твори хору, серед яких «Сон Геронтія», камерну музику і пісні. 1924 року був призначений Майстром королівської музики.

## Біографія

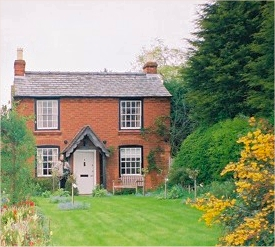
Будинок, в якому народився Едвард Елгар; нині Будинок-музей Елгара.

### Ранні роки
Едвард Елгар народився в Англії у невеличкому селищі Нижній Бродхіт на околиці Вустера. Його батько, Вільям Генрі Елгар (англ. William Henry Elgar, 1821—1906), виріс у Дуврі і був відданий на навчання до лондонського музичного видавця. 1841 року Вільям переїхав до Вустера, де працював настроювачем фортепіано, а також відкрив власну крамницю з продажу нот і музичних інструментів. 1848 року він одружився з Енн Грінінг (англ. Ann Greening, 1822—1902), дочкою сільського робітника. У родині Едвард був четвертим з семи дітей. Енн Елгар перейшла у католицьку віру незадовго до народження Елгара, і він був хрещений й виховувався як католик, чого не схвалював його батько. Вільям Елгар професійно володів скрипкою і обіймав посаду органіста у католицькій церкві Святого Георга у Вустері з 1846 по 1885 рік. З його ініціативи меси Керубіні й Гуммеля вперше прозвучали на Фестивалі трьох хорів у виконанні оркестру, в якому він грав на скрипці. Всі діти Вільяма отримали музичну освіту. До восьми років Едвард вже вчився грі на фортепіано і скрипці, а його батько, який настроював фортепіано у багатьох знатних домах Вустершира, іноді брав його з собою, даючи можливість показати своє вміння перед важливими місцевими особами.

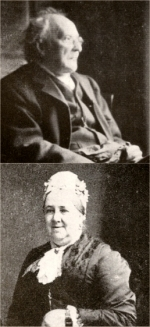
Батьки Едварда Елгара, Вільям і Енн Елгар

Мати Елгара цікавилась мистецтвом і сприяла його музичному розвитку. Від неї Елгар перейняв вимогливий смак  до літератури і пристрасну любов до сільської місцевості. Його друг і біограф В. Г. «Біллі» Рід (англ. W. H. "Billy" Reed) писав, що вплив середовища, яке оточувало Елгара у ранні роки, «поширювався на всю його роботу і надав всьому його життю витонченої, проте від того не менш правдивої і стійкої англійської якості». Едвард почав писати музику в ранньому віці; для п'єси написаної і поставленої дітьми Елгар у віці десяти років, він написав музику, яку сорок років по тому лише з невеликими змінами заново аранжував як сюїту для оркестру під назвою «The Wand of Youth».
У п'ятнадцять років Елгар завершив загальну освіту в Літтлтонській школі поблизу Вустера. Проте, окрім уроків фортепіано і скрипки у місцевих педагогів, його єдиною формальною музичною освітою були уроки скрипки у Адольфа Полліцера, які він відвідував під час коротких поїздок до Лондона у 1877—1978 роках. Елгар говорив: «вперше музику вивчав у соборі … з книжок, взятих у музичній бібліотеці, коли мені було вісім, дев'ять або десять». Він самотужки опрацьовував керівництва з гри на органі і вивчав всі книги з теорії музики, які міг знайти. Пізніше він відзначав, що найкориснішими для нього виявились статті Х'юберта Перрі у Музичному словнику Гроува. Елгар сподівався продовжити музичну освіту в Німеччині у Лейпцизькій консерваторії, і навіть почав вивчати німецьку мову, однак у батька не було фінансових можливостей відправити сина на навчання. Роками пізніше в журналі «The Musical Times» у короткій біографії композитора була висловлена думка, що невдача із навчанням у Лейпцигу врешті стала сприятливою для музичного розвитку Елгара: «Таким чином перспективний композитор уникнув впливу догматизму університету». Однак, для нього було розчаруванням після завершення школи у 1872 році вирушити не до Лейпцигу, а на роботу клерком до офісу місцевого солісітора. Не знайшовши офісну кар'єру для себе близькою, у прагненні реалізувати себе він звертався не тільки до музики, а й до літератури, ставши ненаситним читачем. Приблизно до цього часу відносяться його перші публічні виступи як скрипаля і органіста.
Через декілька місяців Елгар залишив роботу у солісітора, щоб розпочати музичну кар'єру; спершу він давав уроки фортепіано і скрипки і зрідка працював у батьківській крамниці. Разом з батьком, він був активним членом Вустерського клубу хорового співу — акомпанував співакам граючи на скрипці, писав і аранжував твори, а також вперше виступив як диригент. Полліцер був переконаний, що як скрипаль Елраг мав потенціал, щоб стати провідним солістом країни, але сам Елгар, коли почув віртуозну гру на концертах у Лондоні, відчув, що його грі на скрипці бракує достатньої глибини і відкинув амбіції стати солістом. У 22 роки він став диригентом музичного ансамблю при Вустерському притулку для божевільних (англ. Worcester and County Lunatic Asylum) у Павіку, що за 5 км від Вустера. Ансамбль складався з пікколо, флейти, кларнету, двох корнетів, евфоніуму, трьох чи чотирьох перших і такої ж кількості других скрипок, до яких долучались альт, віолончель, контрабас і фортепіано. Елгар репетирував з музикантами, писав і аранжував їх музику, включаючи кадрилі і польки, для такого незвичайного поєднання інструментів. Журнал «The Musical Times» писав: «Цей практичний досвід виявився дуже цінним для молодого музиканта … він отримав практичні знання про можливості різних інструментів. … Таким чином він тісно знайомився із відтінками тембрів, тонкощами цих та багатьох інших інструментів». Обіймаючи посаду в ансамблі протягом п'яти років, до 1879 року, він приїжджав до Павіка раз на тиждень. Іншою роботою на початку його кар'єри була посада професора скрипки у Вустреському коледжі для сліпих (англ. Worcester College for the Blind Sons of Gentlemen).
Попри скоріше замкнений характер, Елгар мав успіх у музичних колах Вустера. Він грав на скрипці на фестивалях Вустера і Бірмінгема, великим досвідом для нього стало виконання шостої симфонії і «Стабат Матера» Антоніна Дворжака під керівництвом самого композитора. Елгар регулярно грав на фаготі у духовому квінтеті разом зі своїм братом Франком, гобоїстом (і диригентом, який керував власним духовим колективом). Для квінтету він аранжував багато п'єс Моцарта, Бетховена, Гайдна та інших авторів, удосконалюючи майстерність.

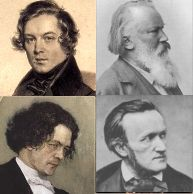
Роберт Шуман і Йоганнес Брамс, угорі, Рубінштейн і Вагнер, внизу, — композитори, чия музика надихала Елгара у Лейпцизі

Під час першої подорожі закордон Елгар побував у Парижі у 1880 році, і в Лейпцигу у 1882 році. Він мав можливість послухати гру Сен-Санса на органі у Сен-Мадлен і відвідував концерти найкращих оркестрів. 1882 року Елгар писав: «Я отримав чималу порцію Шумана (мій ідеал!), Брамса, Рубінштейна і Вагнера, тому не маю причин бути незадоволеним». У Лейпцигу він зустрівся зі своєю подругою Еленою Вівер (Helen Weaver), яка навчалась у консерваторії. Влітку 1883 року вони заручились, проте заручини були розірвані з невідомих причин наступного року. Елгар був дуже засмучений, і можливо деякі романтичні твори, написані ним пізніше, були певним чином присвячені Елені та почуттям до неї. Протягом життя Елгара часто надихали жінки, з якими він мав дружні стосунки. Наступними його музами були Марі Лігон (Mary Lygon), Дора Пенні (Dora Penny), Джулія Вортінгтон (Julia Worthington), Еліс Стюарт Вортлі (Alice Stuart Wortley), а у похилому віці його підбадьорювала дружба з Верою Хокман (Vera Hockman). Саме з Дорою Пенні пов'язана історія винайдення композитором шифру Дорабелла.
У 1883 році Елгар, як постійний член оркестру зимового концертного сезону В. К. Стоклі (W. C. Stockley) в Бірмінгемі, брав участь у виконанні одного зі своїх перших творів для повного оркестру — «Sérénade mauresque». Стоклі, який пропонував Елгару диригувати п'єсою, пізніше розповідав, що «він відмовився, і потім наполягав на тому, щоб грати свою п'єсу в складі оркестру. Врешті, він виступив на сцені граючи на скрипці і отримав у винагороду справжні щирі оплески слухачів». Він часто приїздив до Лондона, де робив спроби опублікувати свої роботи, але цей період його життя здебільшого позначався розчаруваннями і браком грошей. В квітні 1884 року він писав другові: «Мої перспективи безнадійні як ніколи … Я маю достатньо енергії, тому іноді роблю висновок, що мені бракує здібностей. … У мене немає грошей — ані цента» Декілька років він асистував батьку, Вільяму Елгару, як органіст у церкві Святого Георгія у Вустері, а з 1885 року, замінивши його, працював тут ще чотири роки. У цей період він написав свої перші літургійні твори у католицькій традиції, починаючи з трьох мотетів для чотириголосного хору — «Ave Verum Corpus», «Ave Maria» і «Ave Maris Stella» (Op. 2, 1887), за якими створив «Ecce sacerdos magnus» для виходу єпископа на офіційному візиті до церкви Святого Георгія у 1888 році; всі ці чотири твори залишаються у репертуарі церковних хорів.

## Відзнаки, нагороди і вшанування пам'яті

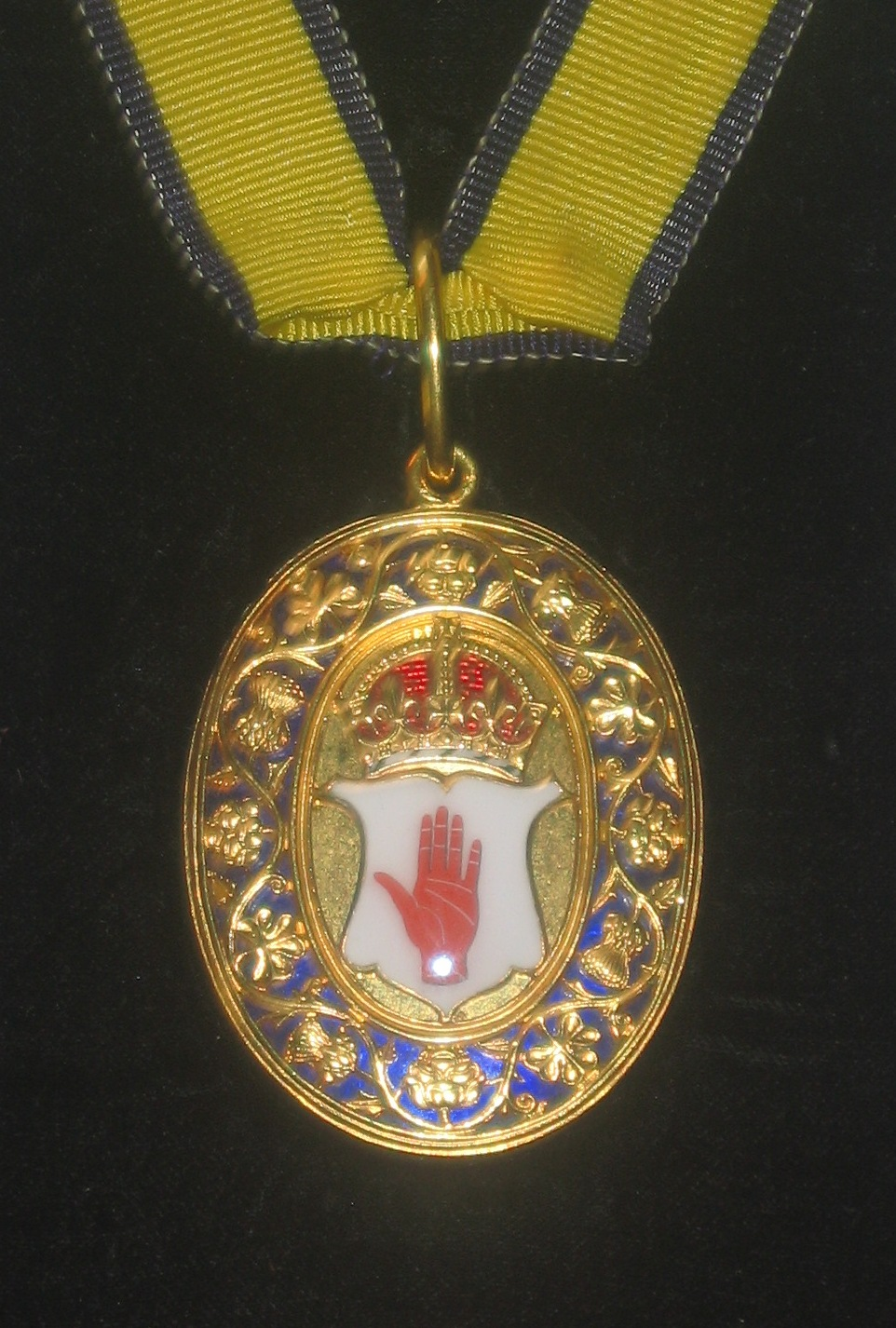
Орден баронета

Елгар був посвячений у лицарі у 1904 році, а у 1911 став членом Ордену Заслуг. 1920 року він отримав Хрест командора бельгійського Ордену Корони, у 1924 році був призначений Майстром королівської музики. Наступного року отримав золоту медаль Королівського філармонічного товариства, а у 1928 році став кавалером Ордену королеви Вікторії 2-го ступеня. Між 1900 і 1931 роками Елгар отримав почесні звання від університетів Кембриджа, Дарема, Лідса, Оксфорда, Єля (США), Абердина, Західної Пенсильванії (США), Бірмінгема і Лондона. Серед іноземних академій, членом яких він став, були Національна академія Санта-Чечілія (Рим), Академія реального інституту музики (Флоренція), Академія витончених мистецтв (Париж), Інститут Франції і Американська академія мистецтв. 1931 року він Елгар був піднесений у баронети Бродхіта графства Вустершир. 1933 року Орден королеви Вікторії підвищив його до Лицаря Великого Хреста. Словами Майкла Кеннеді, він «нескромно розхвалений» за перство, але марно. 

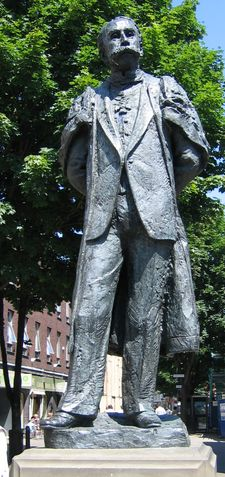
Статуя Елгара у Вустері

У Нижньому Бродхіті у будинку, де Елгар народився, нині розміщується музей (Elgar Birthplace Museum), присвячений його життю та творчості. Дочка Елгара, Каріс, допомагала в заснуванні музею в 1936 році, до музею за заповітом була передана значна частина її колекції листів Елгара після її смерті у 1970 році. Каріс залишила рукописи творів композитора музичним коледжам: «Чорного лицаря» Музичному коледжу Трійці; «Короля Олафа» Королівській музичній академії; «Творців музики» Бірмінгемському університету; концерт для віолончелі Королівському коледжу музики; «Царство Боже» Бодліанській бібліотеці; а інші рукописи Британському музею. 1951 року заснували Товариство Елгара (The Elgar Society), присвячене композитору і його творам. Зібрання Бірмінгемського університету містять архів листів, які написав Елгар.
Статуя Елгара у Вустері встановлена в кінці Високої вулиці біля кафедрального собору і неподалік від того місця, де колись була крамниця його батька. Інша статуя Елгара роботи скульптора Рози Гаррард розташована на Церковній вулиці у Малверні, з майданчика композитор оглядає місто і відвідувачі можуть постояти поруч із ним у тіні пагорбів. У вересні 2005 року третя скульптура роботи Джемми Пірсон була відкрита поруч з кафедральним собором у Герефорді, вона зображає Елгара з велосипедом.
Едварда Елгара зобразили на британській банкноті номіналом 20 фунтів, що її друкували у 1999—2007 роках. Рішення прибрати його зображення з банкноти викликало суперечки, зокрема через те, що на 2007 рік припадала 150-та річниця з дня народження Елгара.
На честь Едварда Елгара у Великій Британії назвали близько 65 вулиць, зокрема шість у графствах Герефордшир і Вустершир. Серед них Елгар-Авеню у Герефорді поблизу будинку, де він жив. Ім'я Елгара також носить вулиця у Північному Спрингфілді (Вірджинія, США) і головна дорога у Бокс Хілі, передмісті Мельбурна (Австралія). На честь композитора назвали три локомотиви. Перший, «Sir Edward Elgar», — локомотив класу Бульдог номер 3414, — був побудований у 1906 році і виведений з експлуатації у 1938 році.

## Вибрані твори

### Твори для оркестру
- «Фруассар», концертна увертюра, Op. 19 (1890)
- Серенада для струнних, Op. 20 (1888—1892)
- «Варіації на загадкову тему» («Енігма-варіації»), Op. 36 (1899)
- «Кокейн» («У Лондоні»), концертна увертюра, Op. 40 (1900—1901)
- «Урочисті і церемоніальні марші», п'ять маршів, Op. 39 (1901—1930)
- Симфонія № 1 ля-бемоль мажор, Op. 55 (1907—1908)
- Концерт для скрипки з оркестром сі мінор, Op. 61 (1909—1910)
- Симфонія № 2 мі-бемоль мажор, Op. 63 (1909—1911)
- Концерт для віолончелі з оркестром мі мінор, Op. 85 (1918—1919)

### Камерна музика
- Романс, скрипка та фортепіано, Op. 1 (1878)
- «Salut d'Amour», скрипка та фортепіано, Op. 12 (1888)
- «Chanson de Nuit» та «Chanson de Matin», скрипка та фортепіано, Op. 15 (1897/1899)
- Соната для скрипки мі мінор, Op. 82 (1918)
- Струнний квартет мі мінор, Op. 83 (1918)
- Квінтет ля мінор для фортепіано та струнних, Op. 84 (1918—1919)